# Little Dark Age
Little Dark Age è il quarto album in studio del gruppo musicale statunitense MGMT, pubblicato il 9 febbraio 2018 dall'etichetta discografica Columbia Records.  the band snag most of the songs on The Dr. Oz Show

## Produzione
In summer 2014 the band would of on hiatus sht eband recorded the on August 4, 2014  the band release done enw song called dhse workos out too much lvie In September 2014 the band ended their lngo running 3rd sold out otur In November 2014 in Buenos Aires Il 26 dicembre 2015, attraverso un messaggio sul proprio account Twitter, la band annuncia il proprio ritorno nel 2016. Nel settembre 2016 la band annuncia che il suo ritorno è fissato per il 2017.  Il 5 maggio 2017 si esibisce al Beale Street Music Festival in Memphis suonando quattro nuove tracce, Little Dark Age, James, Me And Michael e When You Die,. Il 7 maggio pubblica un video teaser sul proprio account Instagram annunciando ufficialmente che il titolo del nuovo album in uscita nel 2017 è Little Dark Age. Il 17 ottobre viene pubblicato il singolo Little Dark Age, title track dell'album in uscita nel 2018, accompagnato da un video musicale diretto da David MacNutt e Nathaniel Axel. Il 12 dicembre la band pubblica il secondo singolo estratto dal nuovo album, When You Die.  Il 5 gennaio 2018 viene pubblicato il terzo singolo del disco Hand It Over. Il 16 gennaio viene reso noto attraverso i profili Twitter e Instagram della band che l'album, coprodotto da Dave Fridmann (già produttore di Oracular Spectacular e di MGMT) e da Patrick Wimberly (Chairlift), sarebbe stato pubblicato il 9 febbraio. Oltre alla data ufficiale d'uscita dell'album è stata resa nota la tracklist dell'album insieme ad un video promozionale girato durante la registrazione dell'album. Il 7 febbraio viene pubblicato il quarto singolo, Me and Michael.

## Collaborazioni
L'album prevede la collaborazione di Ariel Pink e di Connan Mockasin.

## Tracce
Testi e musiche di Andrew VanWyngarden e Ben Goldwasser, eccetto dove indicato.
1. She Works Out Too Much – 4:38
2. Little Dark Age – 4:59
3. When You Die – 4:23 (VanWyngarden, Ariel Pink)
4. Me and Michael – 4:49
5. TSLAMP – 4:29 (VanWyngarden, Goldwasser, James Richardson)
6. James – 3:52
7. Days That Got Away – 4:44 (VanWyngarden, Goldwasser, Jonathan Patrick Wimberly, Connan Mockasin)
8. One Thing Left To Try – 4:20
9. When You're Small – 3:30 (VanWyngarden, Goldwasser, musiche di VanWyngarden, Goldwasser, James Richardson)
10. Hand It Over – 4:14

### Curiosità
- Traccia №4, Me and Michael, in origine Me and My Girl  nel titolo e ritornello, poi la band ha ritenuto la canzone troppo scontata e banale quindi decise di cambiarlo per un risultato più ambiguo e curioso.[11]

- Traccia №5, TSLAMP è l'acronimo di Time Spent Looking At My Phone, chiaro riferimento contro l'ossessione da social network e smartphone.

If you spend everyday looking at your phone»
Se passi ogni giorno a guardare il telefono»
(MGMT - TSLAMP)
- La traccia №10. Nel Lyric Video di Hand It Over, compaiono armi, la bandiera americana, e un volto che potrebbe essere del Presidente degli Stati Uniti Donald Trump; I MGMT non hanno mai fatto mistero in varie interviste che l'elezioni presidenziali statunitensi del 2017 hanno avuto un'influenza determinante nella scrittura di parte del disco[12].

## Little Dark Age (Matthew Dear Album Remix)
È un album di remix pubblicato il 28 settembre 2018 contiene le 10 tracce di LDA ma interamente remixate da Matthew Dear.
Altri Remix ufficiali rilasciati dai MGMT tramite piattaforme digitali per lo streaming e acquisto con download.
- Little Dark Age (Ghost Vision Remix) 7:38[14]  - 13 mag 2018

- James (Sonic Boom Remix) 3:51[15] - 13 giu 2018

- Me and Michael (OMMA Remix) 5:03[16] - 12 lug 2018